# 国防生産法 (アメリカ法)
国防生産法（こくぼうせいさんほう、英語: Defense Production Act of 1950）は、アメリカ合衆国において1950年に制定された連邦法。緊急時に政府が産業界を直接的に統制できる権限を付与する。

## 朝鮮戦争
1950年の朝鮮戦争への対応策として成立した。

## 新型コロナウイルス感染症対策
2020年3月18日、新型コロナウイルス感染症のパンデミックに際して、ドナルド・トランプ大統領が発動した。
連邦緊急事態管理局は「軍事・エネルギー、宇宙、そしてアメリカの国土の安全を保障するプログラムを支援するため、米国産業基盤から資源供給を促進、拡大させる大統領の主要な手段」だと説明した。

## 法典
50 USC Ch. 55: DEFENSE PRODUCTION(合衆国法典、アメリカ合衆国代議院)

## 関連文献
- 石丸忠富「米国の国防生産法」ジュリスト (23), 6-8,32, 1952-12,有斐閣